# Loudi
Loudi (娄底 ; pinyin : Lóudǐ) est une ville du centre de la province du Hunan en Chine. Elle comptait environ 237 000 habitants en 2002. On y parle le dialecte de Loudi du groupe des dialectes de Lou Shao du xiang.

## Subdivisions administratives
La ville-préfecture de Loudi exerce sa juridiction sur cinq subdivisions - un district, deux villes-districts et deux xian :
- le district de Louxing - 娄星区 Lóuxīng Qū ;
- la ville de Lengshuijiang - 冷水江市 Lěngshuǐjiāng Shì ;
- la ville de Lianyuan - 涟源市 Liányuán Shì ;
- le xian de Shuangfeng - 双峰县 Shuāngfēng Xiàn ;
- le xian de Xinhua - 新化县 Xīnhuà Xiàn.